# Профессорский институт
Профессорский институт — организационная структура при Дерптском университете, предназначенная для подготовки преподавателей высшей школы.
В начале XIX века одной из главных задач системы образования в Российской империи, в связи с открытием новых университетов, стало создание отечественной системы подготовки преподавателей высшей школы. Одной из форм подготовки была практика командировок выпускников университетов «с ученой целью на два года за границу»; будущие отечественные профессора перенимали методы и приёмы преподавания, по возвращении в Россию подвергались строгим экзаменам для допуска к чтению лекций.
Острая потребность в кадрах привела к необходимости подготовки, в открытом в 1804 году Петербургском педагогическом институте, не только преподавателей гимназий, но и профессоров. Для студентов университетов при них были открыты трёхгодичные педагогические институты.
В конце 1820-х годов стала применяться практика подготовки молодых профессоров в специально отобранных для этой цели университетах. Важным событием стало открытие при Дерптском университете по распоряжению императора Николая I Профессорского института: «…Лучших студентов человек двадцать послать на два года в Дерпт, а потом в Берлин или Париж, и не одних, а с надежным начальником на два года; все сие исполнить немедля». Попечителям учебных округов было предложено избрать «отличнейших студентов», причем «при выборе обращать особое внимание на нравственные свойства и поведение избираемых».
В феврале 1828 года началось формирование первой группы студентов Профессорского института. Из Петербургского университета были отобраны: В. Лапшин (чистая математика), С. Куторга (зоология), М. Куторга (история), П. Калмыков, П. Шкляревский (латинская и греческая словесность), А. Чивилев (политическая экономия). Из Московского университета: И. Шиховский (ботаника), П. Корнух-Троцкий (физиология), Г. Сокольский (патология и терапия), Н. Пирогов (повивальное искусство и хирургия), Шуманский (история). Из Казанского университета: Н. Скандовский (терапия, клиника и патология), Д. Крюков (латинская и греческая словесность). Из Виленского университета: Валицкий (латинская и греческая словесность), И. Ивановский (политическая экономия), А. Мухлинский (восточные языки). Из Харьковского университета: П. Котельников (математика и астрономия), Ф. Иноземцев (хирургия и анатомия), А. Филомафитский (физиология и анатомия), Шрамков (анатомия и фармакология). В 1829 году вместо Шуманского стал учиться П. Редкин, а вместо Шкляревского — М. Лунин. Директором был назначен В. М. Перевощиков.
При поступлении с будущих профессоров была взята подписка, что они обязуются после окончания института после занятия профессорской кафедры служить не менее 12 лет.
За студентами закреплялись профессора-руководители, которые должны были нацеливать их на самостоятельную работу. Поэтому лекции перестали быть основным методом обучения; важное значение придавалось самостоятельному конспектированию и рецензированию книг, написанию статей и рефератов. Министерством народного просвещения было рекомендовано составлять для каждого студента индивидуальные планы. Среди преподавателей института были: И. Ф. Мойер, М. Ф. Бартельс, В. Я. Струве, К. Ф. Ледебур, Ф. Крузе и др.
Первоначально, основной проблемой в обучении стали слабые знания немецкого языка у некоторых студентов, особенно, прибывших из Харьковского университета, поскольку они появились в Дерпте только в конце семестра. По итогам первого года обучения К. А. Ливен докладывал: «Можно надеяться, что из 18 студентов Профессорского института восемь человек: Пирогов, Иноземцев, Калмыков, Шкляревский, М. Куторга, Шрамков, Ивановский и Крюков будут отличными профессорами; четверо: Ст. Куторга, Котельников, Лапшин, Валицкий — хорошими; четверо: Филомафитский, Шиховский, Корнух-Троцкий, Чивилев — посредственными. Скандовский, может быть, станет человеком со сведениями, но не профессором, о Сокольском ничего определенного сказать нельзя». В последний год обучения студенты помимо сдачи экзаменов, прочитывали пробные лекции перед членами комиссии, по итогам которых директор отмечал: «Решительную способность сделаться университетскими преподавателями подают Шиховский, Корнух-Троцкий, Пирогов, Лапшин, Котельников, Иноземцев, Ивановский, Валицкий, Чивилев, Лунин, оба Куторги. Скадовский … принадлежит к сему перечню». После 4,5 лет обучения 16 студентам были присвоены учёные степени: магистра философии — М. Куторга, В. Лапшин, А. Чивилев; доктора философии — М. Лунин, Д. Крюков, А. Валицкий, П. Котельников, П. Корнух-Троцкий, И. Шиховский; доктора медицины — Ф. Иноземцев, С. Куторга, Н. Пирогов, Н. Скандовский, Г. Сокольский, А. Филомафитский; доктора права — И. Ивановский.
Все действовавшие в то время университеты получили в лице выпускников Профессорского института молодых преподавателей, составивших серьёзную конкуренцию иностранным профессорам.
В 1833 году был проведён второй набор студентов, из которого вышли ещё несколько педагогов высшей школы: И. Варвинский, И. Горлов, П. Петров, А. Савич, Е. Саблер.